# Ypsolopha alpella
Ypsolopha alpella là một loài bướm đêm thuộc họ Ypsolophidae. Nó được tìm thấy ở miền nam và Trung Âu và Xibia.

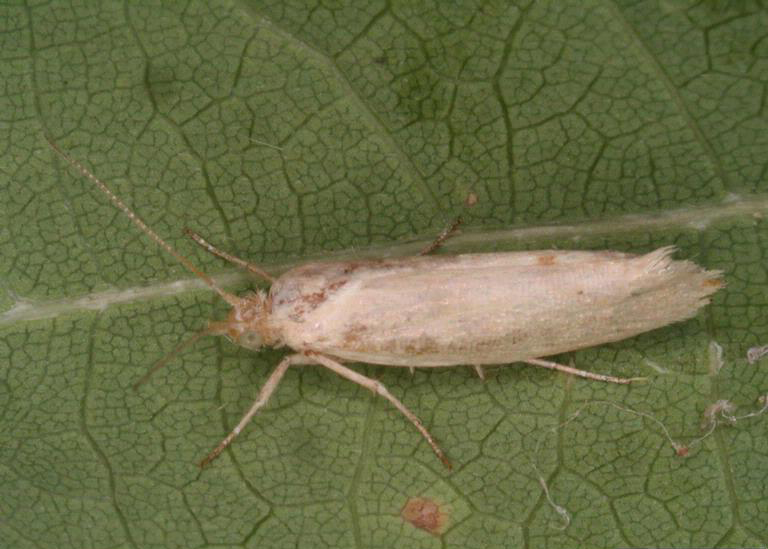

Sải cánh dài approximately 16 mm. Con trưởng thành bay từ tháng 6 đến tháng 10 tùy theo địa điểm.
Ấu trùng ăn sồi.

## Hình ảnh

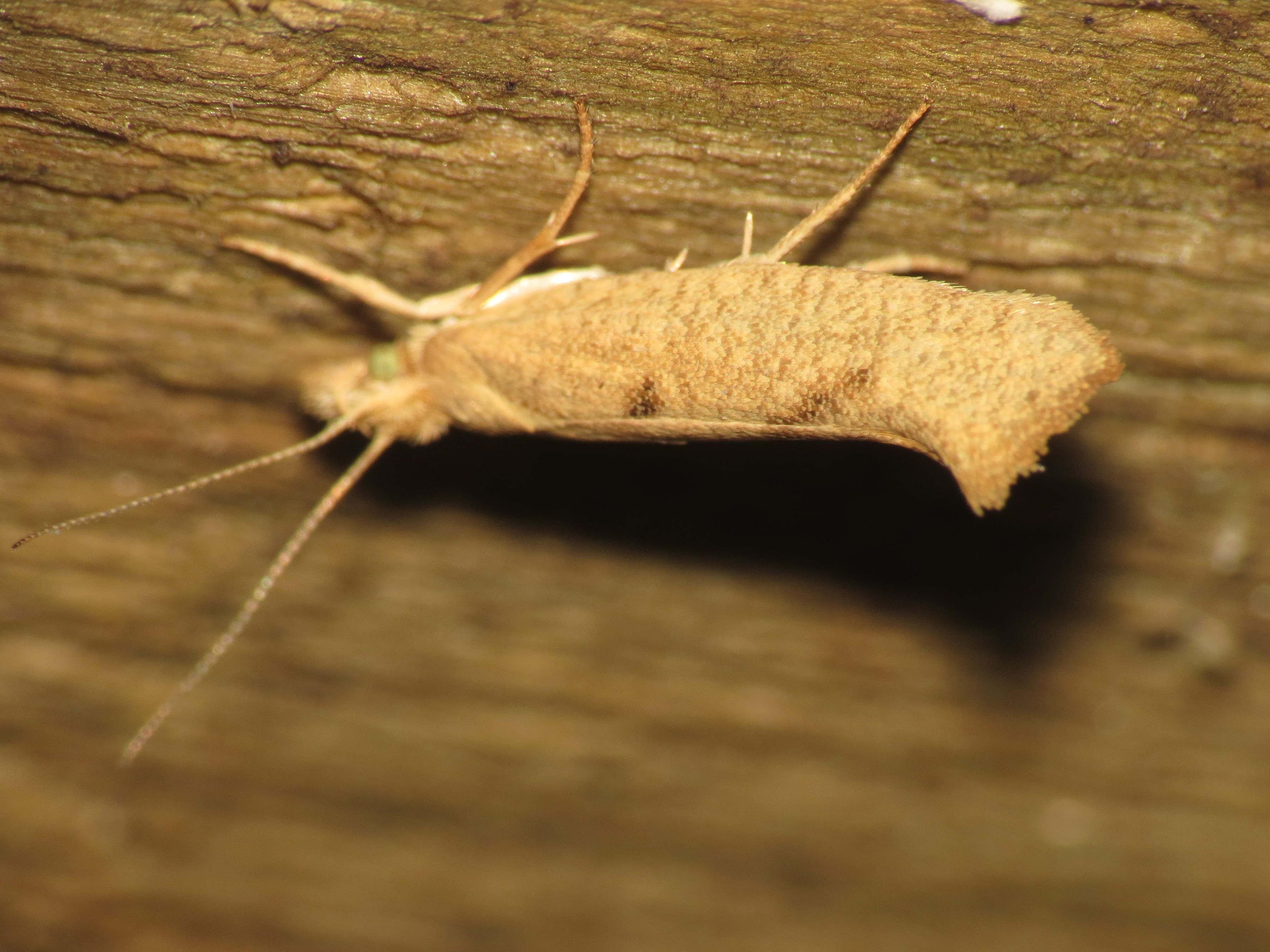